# Франсіско Веса Фрагоса
Франсіско Веса Фрагоса (ісп. Francisco Veza Fragoso, нар. 6 грудня 1970, Аліканте), відомий як Пакі (ісп. Paqui) — іспанський футболіст, що грав на позиції захисника, зокрема за «Тенерифе» та молодіжну збірну Іспанії.
Олімпійський чемпіон 1992 року.

## Клубна кар'єра
У дорослому футболі дебютував 1989 року виступами за команду «Барселона Б». 
Вже за ріку, у 1990, став гравцем «Тенерифе», де швидко став одним з основних захисників. Відіграв за клуб із Санта-Крус-де-Тенерифе п'ять сезонів своєї ігрової кар'єри.
Згодом з 1995 по 2003 рік грав у складі команд «Реал Сарагоса», «Еркулес», «Лас-Пальмас» та «Осасуна», а завершув виступи в «Лас-Пальмасі», до якого повернувся 2003 року і де провів заключний сезон кар'єри.

## Виступи за збірні
1988 року дебютував у складі юнацької збірної Іспанії (U-19), загалом на юнацькому рівні взяв участь в 11 іграх.
Протягом 1990–1991 років провів три гри у складі молодіжної збірної Іспанії.
1992 року був включений до складу олімпійської збірної Іспанії для виступу на домашніх для іспанців Олімпійських іграх 1992 року, на яких вони здобули «золото».

## Титули і досягнення
- Олімпійський чемпіон (1):

Іспанія: 1992